# A Veszprémi főegyházmegye templomai és kápolnái
Ez a lista a Magyar katolikus egyház Veszprémi főegyházmegyéjének templomait sorolja fel, melyek a főegyházmegye fenntartásában vannak. A lista esperesi kerületenként tartalmazza a templomok hivatalos elnevezéseit, a települést és a templom közismert nevét, valamint a plébániához tartozó további templomokat és kápolnákat. Továbbá alapításuk és - ha található másik évszám a felsorolásban - újjászervezésük dátumait.

## Székesegyházi főesperesség

### Veszprémi esperesség
- Szent László király plébániatemplom (Aszófő) - 14. század
  - Szűz Mária neve templom (Balatonszőlős)
  - Szent Márton püspök templom (Balatonudvari)
  - Páduai Szent Antal-templom (Fövenyes)
  - Szent Imre herceg templom (Örvényes)
- Szent Kereszt felmagasztalása plébániatemplom (Balatonakali) - 1930
  - Szent Imre herceg templom (Dörgicse)
- Krisztus Király plébániatemplom (Balatonfüred), Fürdőtelepi Kerektemplom (Balatonfüred) - 1918
  - Nagyboldogasszony-templom (Balatonarács)
- Magyarok Nagyasszonya-templom (Hárskút) - 1945
- Szent Euszták-plébániatemplom (Herend)
  - Szűz Mária neve templom (Csehbánya)
- Szűz Mária bemutatása templom (Hidegkút) - 1764
- Szent Márk evangélista templom (Márkó) - 1742
- Szent Ilona császárné templom (Nagyvázsony) - 11. század, 1726
- Szent Máté evangélista plébániatemplom (Nemesvámos) - 1773
  - Szent Mihály főangyal templom (Veszprémfajsz)
- Kisboldogasszony-templom (Szentgál) - 14. század, 1788
- Szent István király templom (Szentkirályszabadja) - 13. század, 1789
- Szűz Mária és Szent Ányos-templom (Tihany), Tihanyi apátság - 1055
- Szűz Mária neve templom (Tótvázsony) - 1818
- Nagyboldogasszony-plébániatemplom (Úrkút)- 1931
  - Szent Anna-templom (Bánd)
- Szent Mihály főangyal templom (Városlőd) - 1730
- Szent Jakab apostol plébániatemplom (Vászoly) - 14. század, 1784
  - Krisztus király iskolakápolna (Pécsely)
- Szent Mihály-székesegyház (Veszprém) - 1752
  - Feltámadt Üdvözítő-templom (Veszprém), Károly-templom - 1907
  - Szent Anna-kápolna (Veszprém) - 1724
  - Szent István király templom (Veszprém), ferences templom - 1730
  - Szent Imre herceg templom (Veszprém), piarista templom, helyőrségi templom - 1833
- Szent László király templom (Veszprém) - 1901
- Szent Kereszt kápolna (Csatárhegy) - 1765
- Árpád-házi Szent Margit-kápolna (Jutaspuszta) - 1941
- Árpád-házi Szent Margit-templom (Veszprém) - 1938
- Szűz Mária neve templom (Veszprém), Regina Mundi templom, angolkisasszonyok temploma - 1860
- Magyarok Nagyasszonya-templom (Veszprém), Mindszenty-emléktemplom - 1989
- Nepomuki Szent János-plébániatemplom (Veszprém-Gyulafirátót) - 14. század, 1784
  - Szentlélek-templom (Kádárta)
- Szeplőtelen fogantatás plébániatemplom (Vöröstó) - 14. század, 1733
  - Szent Márton püspök templom (Barnag)
  - Szentháromság-templom (Mencshely)

### Várpalotai esperesség
- Jézus szíve templom (Alsóörs) - 1945
- Szent Imre herceg plébániatemplom (Balatonalmádi) - 1934
  - Angyalos Boldogasszony-templom (Káptalanfüred)
- Jézus szíve plébániatemplom (Balatonfűzfő) - 1943
  - Szent István király és Lisieuxi-i Kis Teréz-templom (Litér)
  - Árpád-házi Szent Imre herceg templom (Papkeszi)
  - Munkás Szent József-templom (Vilonya)
- Magyarok Nagyasszonya-plébániatemplom (Balatonkenese) - 14. század, 1794
  - Nagyboldogasszony-templom (Balatonakarattya)
  - Magyarok Nagyasszonya-templom (Balatonvilágos)
- Szent László király plébániatemplom (Berhida) Berhidai római katolikus templom- 14. század, 1759
  - Szent kereszt templom (Balatonfőkajár)
  - Szent kereszt templom (Csajág)
  - Szent Kinga-templom (Küngös)
  - Szent István király templom (Peremarton-Gyártelep)
- Bűnbánó Magdolna (Felsőörs), Felsőörsi prépostsági templom - 12. század
- Szentháromság-plébániatemplom (Hajmáskér) - 1747
  - Magyarok Nagyasszonya-templom (Sóly)
- Szent Ilona császárné plébániatemplom (Nádasdladány) - 1918
  - Munkás Szent József-templom (Jenő)
- Gyümölcsoltó Boldogasszony-templom (Ősi) - 14. század, 1715
- Szent Kereszt megtalálása templom (Öskü), Ösküi kerektemplom - 12. század, 1719
- Szent István első vértanú plébániatemplom (Paloznak) - 14. század, 1750
  - Szent István király templom (Csopak)
  - Szűz Mária neve templom (Lovas)
- Szent László király-templom (Pétfürdő) - 1943
- Nagyboldogasszony-templom (Várpalota) - 14. század, 1710
- Szent István király templom (Várpalota-Inota) - középkor, 1948
- Loyolai Szent Ignác-templom (Vörösberény) - 12. század, 1749

## Pápai főesperesség

### Pápai esperesség
- Szentháromság plébániatemplom (Bakonyjákó) - 1781
  - Sarlós Boldogasszony-templom (Farkasgyepű)
  - Szent Mihály püspök templom (Németbásnya)
- Szent Borbála-templom (Bakonykoppány) - 1787
- Nagyboldogasszony-templom (Bakonyszücs) - 1777
- Szent Mihály-plébániatemplom (Csót) - 1779
  - Szent Anna-templom (Béb)
- Szent Lőrinc-plébániatemplom (Dabrony) - 1788
  - Szentháromság templom (Vid)
  - Szent István király templom (Nagyalásony)
- Szent Kereszt felmagasztalása templom (Dáka) - 1948
- Szent Kereszt felmagasztalása plébániatemplom (Ganna) - 1770
  - Szent Vendel-kápolna (Kisganna)
  - (Döbrönte)
  - Szent István király templom (Tapolcafő)
- Antiochiai Szent Margit-plébániatemplom (Külsővat) - 1720
  - Szűz Mária szeplőtelen szíve kápolna (Adorjánháza)
  - Magyarok Nagyasszonya (Mersevát)
  - Szent Imre herceg templom (Kiscsősz)
- Nepomuki Szent János-plébániatemplom (Lovászpatona) - 1805
  - Kisboldogasszony-templom (Nagydém)
- Nepomuki Szent János-plébániatemplom (Marcaltő) - 1752
  - Szent Alajos-templom (Malomsok)
- Szent kereszt felmagasztalása plébániatemplom (Mezőlak) - 1944
  - Szűz Mária az Egyház Anyja-templom (Békás)
  - Szent Mihály főangyal templom (Mihályháza)
- Szent Móric-templom (Nagygyimót) - 1946
- Szentháromság plébániatemplom (Nagytevel) - 1690
  - Szűz Mária neve imaház (Adásztevel)
- Szent Fülöp apostol plébániatemplom (Nemesszalók) - 1945
  - Szent Márton püspök templom (Kisszőlős)
  - Sarlós Boldogasszony-templom (Vinár)
- Szent Joákim-plébániatemplom (Nyárád) - 14. század, 1752
  - Rózsafüzér Királynője-templom (Pápa dereske)
- Szent Anna-templom (Pápa) - 1943
  - Szent József-kápolna (Pápa)
  - Szent Imre herceg templom (Kéttornyúlak)
- Szent István első vértanú plébániatemplom Nagytemplom (Pápa) - 1638
  - Nagyboldogasszony-templom (Pápa)
  - Kisboldogasszony-templom (Pápa), Ferences templom (Pápa)
  - Szent István király templom (Borsosgyőr)
  - Szent Imre herceg imaház (Nagyacsád)
- Szent Benedek-templom (Pápa) - 1948
- Fájdalmas Anya-plébániatemplom (Pápa) - 1949
  - Szűz Mária neve kápolna (Ihászpuszta)
- Szent Anna-plébániatemplom (Pápakovácsi) - 15. század, 1749
  - Kármelhegyi Boldogasszony-templom (Attyapuszta)
  - Szent György-templom (Kup)
  - Szent Mihály főangyal templom (Nóráp)
- Keresztelő Szent János-templom (Pápasalamon) - 1807
- Szűz Mária neve plébániatemplom (Pápateszér) - 1743
  - Szent László király templom (Bakonyság)
  - Keresztelő Szent János-templom (Bakonyszentiván)
  - Szentháromság kápolna (Kisdempuszta)
- Szent Péter és Pál apostolok plébániatemplom (Ugod) - középkor, 1726
  - Szent Imre herceg templom (Homokbödöge)
- Bűnbánó Magdolna-plébániatemplom (Vanyola) - 1752
  - Szent István király templom (Pápanyöger)
- Szent György-plébániatemplom (Vaszar) - középkor, 1702
  - Szent Imre herceg templom (Gecse)
  - Sarlós Boldogasszony (Takácsi)

### Zirci esperesség
- Szentháromság templom (Aka) - 1788
- Szent Márton püspök templom (Ácsteszár) - 1785
- Nagyboldogasszony-templom (Bakonygyirót) - középkor, 1716
- Szent Anna-templom (Bakonynána) - 1788
- Keresztelő Szent János-templom (Bakonyoszlop) - 1748
- Szent László király plébániatemplom (Bakonyszentlászló) - 1790
  - Bűnbánó Magdolna-templom (Fenyőfő)
- Szent Imre herceg plébániatemplom (Bakonyszombathely)
  - Szent Bertalan apostol-templom (Bakonybánk)
- Szent Péter és Pál apostolok templom (Borzavár) - 1788
- Sarlós Boldogasszony-templom (Csatka) - 1920
- Kisboldogasszony-plébániatemplom (Csesznek) - 1872
  - Szent Mihály főangyal templom (Bakonyszentkirály)
  - Szent Anna-templom (Sikátor)
- Szent Janka-plébániatemplom (Gic) - 1944
  - Szent Anna-templom (Bakonytamási)
- Szűz Mária a Világ királynője (Jásd) - 1788
- Keresztelő Szent János-templom (Kerékteleki) - 1950
- Szent Mihály főangyal plébániatemplom (Lókút) - 1765
  - Szent kereszt felmagasztalása kápolna (Aklipuszta)
- Nepomuki Szent János-templom (Nagyesztergár) - 1770
- Szentháromság plébániatemplom (Olaszfalu) 1764
  - Szent Bernát-templom (Eplény)
- Szent Márton püspök templom (Pénzesgyőr) - 1946
- Szentlélek-templom (Porva) - 1781
- Szentháromság templom (Réde) - 1920
- Szent Mihály főangyal templom (Románd) - 1817
- Nagyboldogasszony-templom (Súr) - 1729
- Szent Péter és Pál apostolok plébániatemplom (Szápár) - 1809
  - Szent Anna-templom (Bakonycsernye)
  - Rózsafüzér Királynője-templom (Csetény)
- Szent István király templom (Tés) - 1775
- Nagyboldogasszony-templom (Zirc), Zirci apátság - 1726

## Sümegi főesperesség

### Sümegi esperesség
- Jézus szíve templom (Ajka) - 1228, 1928
- Szűz Mária szeplőtelen szíve templom (Ajka-Bódé) - 1944
- Szent István király templom (Ajka -Csingervölgy) - 1945
- Szent István király templom (Ajka-Tósokberény) - 1731
- Szent Márton püspök templom (Ajka-Ajkarendek) - 1347
- Nagyboldogasszony-templom (Ajka-Bakonygyepes) - 1949
- Szent Mihály főangyal templom (Ajka-Padragkút) - 1298, 1944
- Szent Mihály főangyal plébániatemplom (Csabrendek) - 1725
  - Krisztus király templom (Döbröce)
  - Szűz Mária neve templom (Nagytárkánypuszta)
  - Szent Márton püspök templom (Nyírespuszta)
  - Szent István király templom (Sümegprága)
  - Szent Imre herceg templom (Szentimrefalva)
- Páduai Szent Antal-plébániatemplom (Devecser) - 1712
  - Szent Erzsébet-kápolna (Pusztamiske)
- Keresztelő Szent János-plébániatemplom (Gógánfa) - 1779
  - Gyümölcsoltó Boldogasszony-templom (Dabronc)
  - Kisboldogasszony-templom (Ötvöspuszta)
- Nagyboldogasszony-plébániatemplom (Halimba) - 1744
  - Szent Mihály főangyal templom (Öcs)
  - Szent Flórián-templom (Szóc)
- Szűz Mária neve plébániatemplom (Iszkáz) - 1720
  - Szent Miklós-templom (Alsóiszkáz)
  - Szent László király templom (Középiszkáz)
- Szeplőtelen fogantatás plébániatemplom (Káptalanfa) - 1750
  - Magyarok Nagyasszonya-templom (Bodorfa)
  - Szent István király templom (Gyepűkaján)
  - Szűz Mária neve templom (Nemeshany)
- Szent Erzsébet-templom (Kerta) - 1935
- Szent József és Szent Vendel-templom (Kislőd) - 14. század, 1752
- Magyarok Nagyasszonya-templom (Kolontár) - 1935
- Szent László király templom (Magyarpolány) - 1761
- Fájdalmas Szűz-plébániatemplom (Noszlop) - 1767
  - Szent Márton püspök templom (Bakonypölöske)
- Szentháromság templom (Nyirád) - 1725
- Szent Mihály főangyal plébániatemplom (Somlószőllős) - 1725
  - Szent Péter Pál apostolok templom (Doba)
  - Szent János apostol templom (Somlóvecse)
- Szent István első vértanú plébániatemplom (Somlóvásárhely) - 1703
  - Szent Anna-templom (Borszörcsök)
- Urunk mennybemenetele plébániatemplom (Sümeg) - 1760
  - Sarlós Boldogasszony-templom (Sümeg)
  - Szentháromság Egy Isten imádása templom (Sümeg Bükkalja), Newman-templom
- Szent Mihály főangyal templom (Sümegcsehi) - 14. század, 1748
- Kisboldogasszony-plébániatemplom (Tüskevár) - 1731
  - Urunk mennybemenetele templom (Apácatorna)
  - Szent András-templom (Kapakószörcsök)
  - Szent Mihály főangyal templom (Kisberzseny)
  - Szent István király templom (Somlójenő)
  - Szent Imre herceg templom (Veszprémpinkóc)
- Szentháromság plébániatemplom (Ukk) - 1909
  - Szeplőtelen fogantatás templom (Rigács)
  - Kisboldogasszony-templom (Megyer)
  - Szent István király templom (Zalameggyes)
- Szent kereszt megtalálása templom (Zalagyömörő) - 1786
- Jézus szíve plébániatemplom (Zalaszegvár) - 1714
  - Nagyboldogasszony-templom (Hosztót)
  - Szent Péter Pál apostolok templom (Veszprémgalsa)

### Tapolcai esperesség
- Szent Imre herceg plébániatemplom (Badacsonytomaj) - 1791
  - Szent László király templom (Ábrahámhegy)
  - Szent Anna-kápolna (Badacsony)
  - Szent Donát-kápolna (Badacsony)
  - Páduai Szent Antal-templom (Badacsony)
- Szent Mihály főangyal plébániatemplom (Badacsonytördemic) - 1297
  - Loyolai Szent Ignác-kápolna(Badacsonylábdihegy)
  - Szűz Mária neve templom (Szigliget)
- Szent Ágoston-plébániatemplom (Balatoncsicsó) - 1754
  - Szent Márton püspök templom (Óbudavár)
  - Páduai Szent Antal-templom (Szentantalfa)
  - Szent Vendel-templom (Szentjakabfa)
  - Bűnbánó Magdolna-templom (Tagyon)
- Keresztelő Szent János-templom (Balatonederics) - 1749
- Szent Mihály főangyal plébániatemplom (Balatongyörök) - 1925
  - Szentháromság kápolna (Balatongyörök Bence-hegy)
- Szent István király plébániatemplom (Balatonszepezd) - 1936
  - Jó Pásztor-templom (Zánka)
- Kisboldogasszony-plébániatemplom (Gyulakeszi) - 14. század, 1751
  - Szent Márton püspök templom (Diszel)
- Szent Lőrinc-plébániatemplom (Hegymagas) - 1945
  - Szent Mihály főangyal templom (Raposka)
- Szent Márton püspök plébániatemplom (Káptalantóti) 14. század, 1747
  - Mária nevenapja kápolna (Káptalantóti Bács-hegy)
- Nagyboldogasszony-templom (Kővágóörs) - 1755
- Urunk mennybemenetele plébániatemplom (Köveskál) - 1946
  - Urunk színeváltozása templom (Balatonhenye)
- Szent Anna-plébániatemplom (Lesencetomaj) - 1755
  - Szent Péter Pál apostolok templom (Lesencefalu)
  - Szent Jakab apostol templom (Lesenceistvánd)
  - Szentlélek-templom (Uzsa)
- Nepomuki Szent János-plébániatemplom (Monostorapáti) 12. század, 1762
  - Szent Erzsébet-templom (Hegyesd)
- Páduai Szent Antal-plébániatemplom (Nemesgulács) - 1944
  - Szent Kereszt felmagasztalása templom (Kisapáti)
  - Magyarok Nagyasszonya-iskolakápolna (Köbölkút)
- Szent István király templom (Nemesvita) - 14. század, 1756
- Munkás Szent József-templom (Révfülöp) - 1951
- Szent Máté evangélista plébániatemplom (Salföld) - 1951
  - Szent Dömötör-templom (Kékkút)
- Gyümölcsoltó Boldogasszony-templom (Szentbékkálla) 14. század, 1691
- Mindszentek templom (Mindszentkálla)
- Szűz Mária neve templom (Taliándörögd) - 1762
- Nagyboldogasszony-templom (Tapolca) - 14. század, 1749
- Keresztelő Szent János-plébániatemplom (Vigántpetend) - 14. század, 1750
  - Szentháromság templom (Kapolcs)
- Szent József-plébániatemplom (Zalahaláp) - 14. század, 1789
  - Szent Imre herceg templom (Sáska)

## Zalai főesperesség

### Keszthelyi esperesség
- Szent Kereszt felmagasztalása plébániatemplom (Alsópáhok) - 14. század, 1778
  - Szent Kereszt megtalálása templom (Felsőpáhok)
  - Magyarok Nagyasszonya-kápolna (Nemesboldogasszonyfa)
- Szent István király plébániatemplom (Dióskál) - 1788
  - Szent István király iskolakápolna (Egeraracsa)
  - Szent Márton püspök templom (Zalaszentmárton)
- Szent Anna-plébániatemplom (Felsőrajk) - 1919
  - Limai Szent Róza-templom (Alsórajk)
  - Szűz Mária szeplőtelen szíve templom (Pötréte)
- Havas Boldogasszony-plébániatemplom (Gyenesdiás) - 1951
  - Szent Ilona-templom (Gyenes)
  - Szent Kereszt felmagasztalása templom (Vonyarc)
  - Szűz Mária neve templom (Vashegy)
  - Szent Mihály főangyal kápolna (Vashegy)
- Antiochiai Szent Margit-templom (Hahót) - 1732
- Szentlélek-plébániatemplom (Hévíz) - 1940
  - Jézus szíve templom (Hévíz)
  - Szűz Mária keresztények segítője-kápolna (Hévíz)
- Szent Anna-plébániatemplom (Karmacs) - 14. század, 1756
  - Mária Magdolna-templom (Vindornyafok)
- Magyarok Nagyasszonya-plébániatemplom (Keszthely) - 14. század, 1696
  - Szent Anna-templom (Cserszegtomaj)
- Kis Szent Teréz-plébániatemplom (Keszthely), Karmelita bazilika (Keszthely) - 1927, 1945
  - Rózsafüzér királynéja-templom (Cserszegtomaj)
- Szent Péter és Pál apostolok templom (Nemesbük) - 1816
- Keresztelő Szent János-plébániatemplom (Pacsa) - 1710
  - Szent Anna-templom (Zalaigrice)
- Szent Lukács-templom (Rezi) - 13. század, 1726
- Keresztelő Szent János-templom (Sármellék) - 14. század, 1752
- Szent György-plébániatemplom (Szentgyörgyvár) - 1754
  - Szent Erzsébet-templom (Felsőmándpuszta)
- Szent Péter és Pál apostolok plébániatemplom (Szentpéterúr) - 1753
  - Nagyboldogasszony-templom (Gétye)
- Szent Domonkos-plébániatemplom (Várvölgy) - 14. század, 1723
  - Szent Mihály főangyal templom (Vállus)
- Szent Adorján és Szent Őrangyalok plébániatemplom (Zalaapáti) - 1715
  - Szent Mihály főangyal templom (Bókaháza)
  - Magyarok Nagyasszonya-templom (Nagyhorváti)
  - Magyarok Nagyasszonya-templom (Esztergályhorváti)
- Szent Kozma és Damján-plébániatemplom (Zalaszántó) - 14. század, 1732
  - Nagyboldogasszony-templom (Bazsi)
  - Szentháromság-templom (Vindornyalak)

### Zalaszentgróti esperesség
- Paulai Szent Ferenc-plébániatemplom (Bak) - középkor, 1945
  - Szent Őrangyalok templom (Sárhida)
- Alexandriai Szent Katalin-templom (Bezeréd) - 14. század, 1788
- Szent László király plébániatemplom (Búcsúszentlászló), Római katolikus kápolna és templom (Búcsúszentlászló) - 1200
  - Nagyboldogasszony-templom (Kisbucsa)
  - Szentlélek-templom (Nemeshetés)
- Szeplőtelen fogantatás plébániatemplom (Csatár) - 14. század, 1756
  - Szent József-templom (Bocfölde)
  - Szűz Mária neve templom (Botfa)
- Gyümölcsoltó Boldogasszony-plébániatemplom (Kehida)Gyümölcsoltó Boldogasszony temploma (Kehida) - 14. század, 1729
  - Szent Anna-templom (Kallósd), Kallósdi kerektemplom - 1260
- Borromei Szent Károly-plébániatemplom (Kisgörbő) - 1754
  - Szent Péter és Pál apostolok templom (Vidornyaszőlős)
- Kisboldogasszony-templom (Mihályfa) - 1789
- Szentséges Üdvözítő plébániatemplom (Nagykapornak) - 14. század, 1736
  - Nepomuki Szent János-iskola kápolna (Padár)
  - Magyarok Nagyasszonya-kápolna (Remetekert)
- Szent Miklós püspök plébániatemplom (Nemesapáti) - 14. század, 1710
  - Magyarok Nagyasszonya-templom (Alsónemesapáti)
  - Jézus szíve templom (Vöckönd)
- Szentháromság templom (Nemesrádó) - 1788
- Szent Imre herceg templom (Óhid) - 1949
- Urunk mennybemenetele plébániatemplom (Pakod) - 14. század, 1760
  - Jézus szíve templom (Dötk)
- Szent Péter és Pál apostolok plébániatemplom (Pókaszepetk) - 1788
  - Szentháromság-templom (Gyúrús)
  - Szent Kristóf-kápolna (Kemendollár)
- Szűz Mária szeplőtelen szíve templom (Pölöske) - 1946
- Havas Boldogasszony-templom (Tekenye) - 1843
- Gyümölcsoltó Boldogasszony-plébániatemplom (Türje), Türjei volt prépostsági templom - 13. század, 1772
  - Szent Norbert-templom (Szalapa)
- Szentháromság plébániatemplom (Zalabér) - 14. század, 1720
  - Szent István király templom (Batyk)
- Szeplőtelen fogantatás plébániatemplom (Zalacsány) - 12. század, 1742
  - Kisboldogasszony-templom (Almásháza)
  - Avilai Nagy Szent Teréz-templom (Ligetfalva)
  - Szent Imre herceg iskolakápolna (Tilaj)
  - Nepomuki Szent János kápolna (Zalacsány)
- Szent Sebestyén-templom (Zalaegerszeg-Csácsbozsok) - 1740
- Nagyboldogasszony-templom (Zalakoppány) - 1754
- Szent Imre-plébániatemplom (Zalaszentgrót)Szent Imre-templom (Zalaszentgrót) - 14. század, 1715
  - Szent Gellért-templom (Kisszentgrót)
  - Kármelhegyi Boldogasszony-templom (Csáford)
  - Szent Anna-kápolna (Huszonyahegy)
  - Szent Péter és Pál apostolok templom (Tüskeszentpéter)
- Keresztelő Szent János-plébániatemplom (Zalaszentiván) - 1761
  - Kisboldogasszony-templom (Alibánfa)
  - Szent István király templom (Petőhenye)
  - Szent István király kápolna (Petőhenye)
- Szent László király plébániatemplom (Zalaszentlászló) - 14. század, 1755
  - Szentháromság iskolakápolna (Sénye)
- Szent Mihály főangyal plébániatemplom (Zalaszentmihály) - 14. század, 1788
  - Orbán-kápolna (Zalaszentmihály)
- Szentlélek-templom (Zalaudvarnok) - 1944
- Szent György-templom (Zalavég) - 1945